# Terraria
Terraria je 2D sandbox videoigra koju je stvorio Re-Logic.

## Platforme
1. Android (operacijski sustav)
2. Osobno računalo
3. Xbox
4. PS4
5. iOS
6. Nitendo Switch

## Statistike igrača
|  | Grafovi su privremeno nedostupni zbog tehničkih poteškoća. |

## Verzije
2011: 1.0
2012: 1.1
2015: 1.2
2016: 1.3
2018: 1.3.5
2020: 1.4